# Schoenlandella insculpta
Schoenlandella insculpta är en stekelart som först beskrevs av Mao 1949.  Schoenlandella insculpta ingår i släktet Schoenlandella och familjen bracksteklar. Inga underarter finns listade i Catalogue of Life.